# Forces armées britanniques
Les Forces armées britanniques de Sa Majesté (en anglais, British Armed Forces ou His Majesty's Armed Forces et légalement Armed Forces of the Crown) sont les forces militaires du Royaume-Uni et englobent la Marine (la Royal Navy), l'Armée de terre (la British Army) et l’Armée de l'air (la Royal Air Force).
Au 1er janvier 2020, les forces armées britanniques emploient 147 400 militaires actifs et 7 830 civils et constituent l'une des plus grandes armées d'Europe.
Le Commandant en chef est le monarque britannique, actuellement le roi Charles III, mais dans les faits, les Forces armées britanniques sont placées sous le contrôle du Conseil de la Défense (Defence Council) qui fait partie du Ministère de la Défense.

## Historique
Historiquement, la Grande-Bretagne peut se définir comme une thalassocratie et compte beaucoup sur son statut insulaire pour sa sécurité, d'où la priorité donnée à sa marine de guerre longtemps privilégiée par rapport à son armée de terre qui était « un boulet de canon tiré par la marine » utilisé comme force expéditionnaire.
Durant les guerres napoléoniennes, le Royaume-Uni mobilise jusqu'à 750 000 hommes de 1792 à 1815, dont un tiers dans la Royal Navy.
Sous le règne de soixante-trois ans de la reine Victoria Ire, il y eut en tout soixante-douze campagnes militaires ; cependant les Forces armées britanniques n'ont représenté qu'environ 0,8 % de la population.
En 1898, la British Army (l’Armée de terre) comptait 99 000 soldats professionnels dans les îles Britanniques, 75 000 dans l'Inde britannique et 41 000 dans le reste de l'Empire britannique ; l'armée britannique des Indes était forte de 148 000 hommes tandis que la Royal Navy comptait 100 000 hommes. Le budget de la Défense était alors de 40 millions de livre sterling soit 2,5 % du PNB ; ce montant est faible si l'on tient compte de l'étendue de l'Empire britannique qui est le plus vaste du monde à l’époque.

### Première Guerre mondiale
Lors du déclenchement de la Première Guerre mondiale en 1914, la Royal Navy était toujours la plus puissante marine de guerre du monde mais le corps expéditionnaire britannique était composé de seulement six divisions d'infanterie et une de cavalerie soit environ 70 000 hommes. Le volontariat fit monter les effectifs globaux à 1,3 million d'hommes en 1915 mais les lourdes pertes ont imposé l'instauration du service militaire obligatoire le 4 mai 1916. En octobre 1916, on comptait 1,5 million de personnes sous les drapeaux, 48 divisions en France et une armée de 150 000 hommes en Égypte face à l'Empire ottoman.
L'effectif estimé de l'armée de terre Britannique atteint son apogée en 1917 avec un total de 3 635 541 dont 2 042 325 servaient dans les différentes forces expéditionnaires ; 66 136 aux Indes ; 12 624 dans les ports défendus ; et 1 514 456 au Royaume-Uni. Les volontaires (Home Guard) étaient au nombre de 292 951
Les forces du Commonwealth et de l'Empire participent pleinement à la victoire. Le bilan humain est estimé à 885 138 tués et 1 663 435 blessés pour les forces britanniques dont 624 000 morts au combat ; en outre, ce bilan est de 74 187 tués et 69 214 blessés dans les rangs de l'armée des Indes.

### Seconde Guerre mondiale
À la suite des tensions en Europe, on commence à mobiliser en mai 1939 les jeunes hommes de vingt à vingt-et-un ans. Le 3 septembre 1939, lors de la déclaration de guerre à l'Allemagne, la conscription est votée au Royaume-Uni, mais elle ne concerne pas l'Irlande du Nord. Au 31 décembre 1939, un million et demi d'hommes sont sous les drapeaux ainsi que 43 000 auxiliaires féminines. En décembre 1941, la conscription est étendue aux hommes de 18 à 51 ans et un service national est imposé aux hommes et femmes de 18 à 60 ans.
L'effectif maximal durant la Seconde Guerre mondiale fut de 5 120 000 militaires en juin 1944, dont un maximum de 1 183 092 pour la Royal Air Force, 450 000 auxiliaires féminines ayant combattu sur quatre continents contre l'Axe Rome-Berlin-Tokyo. Là aussi, l'appoint des forces de l'Empire fut déterminant dans le déroulement du conflit. Les pertes humaines sont estimées à 382 600 militaires tués,.

### Guerre froide
À la suite de la capitulation allemande, la British Army of the Rhine fut créée en Allemagne de l'Ouest en 1945 et sera intégrée au dispositif de l'OTAN à la suite de la Guerre froide. Le retrait des dernières unités britannique d'Allemagne est prévu pour 2018.

#### Crise du canal de Suez
Le 16 janvier 1968, le premier ministre britannique Harold Wilson annonce le « retrait des forces britanniques à l’est de Suez » avant la fin de l’année 1971 quittant ainsi ses anciennes bases d’Extrême-Orient et de facto son rôle d'arbitre du golfe Persique.

## Structure
[Quand ?]
Les Forces armées du Royaume-Uni se divisent en trois corps :
- British Army (Armée de terre)
- Royal Navy (Marine)
  - Royal Marines
- Royal Air Force (Armée de l'air)

### Commandement
À la tête de l'État, le monarque britannique, actuellement le roi Charles III, est de facto commandant en chef des forces armées. Cependant, le roi a cédé ce pouvoir militaire au Premier ministre et à son Cabinet, mais reste l'« autorité suprême » militaire et conserve le pouvoir de prévenir son utilisation inconstitutionnelle.
Le ministère de la Défense (Ministry of Defence) est le département gouvernemental chargé de prévoir et d'exécuter la politique de défense de la nation à travers les forces armées. Le ministère est dirigé par le secrétaire d'État à la Défense (Secretary of State for Defence) et par trois responsables parlementaires : le ministre d'État aux Forces armées (Minister of State for the Armed Forces), le ministre pour l'approvisionnement militaire (Minister for Defence Procurement) et le ministre des vétérans (Minister for Veterans' Affairs).
Un certain nombre de comités et conseils sont responsables de la gestion des armées : le Defence Council (Conseil de la défense), le Chiefs of Staff Committee (Comité des Chefs d'État-Major), le Defence Management Board (Conseil d'administration de la défense), ainsi que trois conseils uni-arme (Army Board pour la British Army, Admiralty Board pour la Royal Navy et Air Force Board pour la Royal Air Force, tous présidés par le secrétaire d'État à la Défense).
Le Chief of the Defence Staff est le chef des forces armées professionnelles et il peut avoir le grade d'Amiral, d'Air Chief Marshal ou de Général en fonction de son arme d’origine. Les trois armes ont leurs propres chefs d'état-major, respectivement, le First Sea Lord, le Chief of the General Staff et le Chief of the Air Staff.

## Équipement

### Armes légères
Le fusil d’assaut standard est depuis 1985 le L85 de la marque Enfield.
L'arme de soutien de groupe depuis les années 1960 est la FN Mag de la marque Belge FN-Herstal désigné sous le nom de L7.

### Armes lourdes
| Type                                    | Modèle             | Origine                     | En service     |
| Armée de terre                          | Armée de terre     | Armée de terre              | Armée de terre |
| --------------------------------------- | ------------------ | --------------------------- | -------------- |
| Char de combat principal                | Challenger 2       | Royaume-Uni                 | 227            |
| Véhicule de combat d'infanterie         | MCV-80 Warrior     | Royaume-Uni                 | 388            |
| Véhicule blindé de transport de troupes | FV430 Bulldog (en) | Royaume-Uni                 | 409            |
| Véhicule blindé de transport de troupes | FV-103 Spartan     | Royaume-Uni                 | 275            |
| Véhicule de mobilité d'infanterie       | Mastiff            | États-Unis - Afrique du Sud | 564            |
| Véhicule de mobilité d'infanterie       | Foxhound           | Royaume-Uni                 | 399            |
| Véhicule de mobilité d'infanterie       | Panther            | Italie                      | 396            |
| Véhicule blindé à roues                 | Jackal             | Royaume-Uni                 | 437            |
| Véhicule de reconnaissance              | FV-107 Scimitar    | Royaume-Uni                 | 176            |
| Obusier automoteur                      | AS-90              | Royaume-Uni                 | 89             |
| Obusier                                 | L118               | Royaume-Uni                 | 114            |
| Lance roquettes multiple                | M270B1             | États-Unis                  | 35             |
| Mortier                                 | L16                | Royaume-Uni                 | 360            |
| Véhicule antiaérien                     | FV4333 Stormer     | Royaume-Uni                 | 60             |
| Missile sol-air                         | Rapier             | Royaume-Uni                 | 14             |

### Armement nucléaire
Le 3 octobre 1952, le premier essai nucléaire du Royaume-Uni a lieu, faisant de cette nation la 3e puissance nucléaire de l'histoire.
Les dernières bombes pour avions, les WE 177 (en), furent retirées en mars 1998.
En 2010, sur un total maximum de 225 ogives nucléaires britanniques, 160 sont immédiatement opérationnelles à bord des 58 missiles balistiques Trident D5 pouvant être embarqué à bord de 4 sous-marin nucléaire lanceur d'engins de la classe Vanguard.
Le gouvernement décide en 2021 d’augmenter de 45 % ses stocks d’ogives nucléaires, qualifiant la Russie de « menace aiguë ». Cette décision est dénoncée par la Campagne internationale pour l'abolition des armes nucléaires, selon laquelle « le Royaume-Uni aggrave intentionnellement la situation de la sécurité internationale avec cette décision » et « augmenter son stock d’armes de destruction massive en plein milieu d’une pandémie est irresponsable, dangereux et viole le droit international ».

## Spatial
En 2012, les forces britanniques ne disposent plus d’aucun satellite artificiel militaire institutionnel et se reposent entièrement sur les capacités de leurs alliés en matière d’observation et de renseignement militaire, de positionnement par satellite, et de surveillance de l’espace. De la même manière, le Royaume-Uni a renoncé à tout accès indépendant à l’espace. Leurs communications sont assurées par le réseau satellitaire Skynet actuellement géré par un opérateur privé.

## Personnels
| Service            | 1951            | 1975            | 1985            | 1993            | 1997            | 2006            | 2010            | 2017            | 2020 prévisions 2014 | 2022            |
| Armée régulière    | Armée régulière | Armée régulière | Armée régulière | Armée régulière | Armée régulière | Armée régulière | Armée régulière | Armée régulière | Armée régulière      | Armée régulière |
| ------------------ | --------------- | --------------- | --------------- | --------------- | --------------- | --------------- | --------------- | --------------- | -------------------- | --------------- |
| Total              | 489 600         | 338 400         | 326 200         | 274 800         | 210 800         | 195 900         | 177 890         | 83 300          | 147 000              | 153 200         |
| Marine             | 131 000         | 76 200          | 70 400          | 59 400          | 45 100          | 39 400          | 35 500          |                 | 30 000               | 34 050          |
| Terre              | 209 700         | 167 100         | 162 400         | 134 600         | 108 800         | 107 700         | 102 260         |                 | 82 000               | 85 800          |
| Air                | 148 900         | 95 000          | 93 400          | 80 900          | 56 900          | 48 700          | 40 130          |                 | 35 000               | 34 050          |
| Service militaire  |                 |                 |                 |                 |                 |                 |                 |                 |                      |                 |
| Total              | 319 600         | –               | –               | –               | –               | –               | -               |                 | -                    |                 |
| Marine             | 7 200           | –               | –               | –               | –               | –               | –               |                 | –                    |                 |
| Terre              | 223 500         | –               | –               | –               | –               | –               | -               |                 | -                    |                 |
| Air                | 88 900          | –               | –               | –               | –               | –               | -               |                 | -                    |                 |
| Réserve            |                 |                 |                 |                 |                 |                 |                 |                 |                      |                 |
| Total              | –               | –               | 205 700         | 258 300         | 259 300         | 222 300         | -               |                 | -                    | 74 450          |
| Marine             | –               | –               | 25 700          | 22 000          | 24 100          | 23 200          | -               |                 | -                    | 5 600           |
| Terre              | –               | –               | 150 200         | 190 200         | 190 100         | 160 200         | -               |                 | -                    | 23 950          |
| Air                | –               | –               | 29 800          | 46 100          | 45 400          | 35 000          | -               |                 | -                    | 6 500           |
| Réserve volontaire |                 |                 |                 |                 |                 |                 |                 |                 |                      |                 |
| Total              | 123 500         | –               | 88 600          | 76 100          | 62 500          | 42 300          | 28 080          |                 | 34 900               | 37 350          |
| Marine             | 10 100          | –               | 6 300           | 5 600           | 4 600           | 3 600           | 2 630           |                 | 3 100                | 4 150           |
| Terre              | 95 300          | –               | 81 000          | 68 700          | 57 600          | 37 300          | 24 110          |                 | 30 000               | 29 900          |
| Air                | 18 100          | –               | 1 200           | 1 800           | 1 400           | 1 400           | 1 340           |                 | 1 800                | 3 300           |

## Budget
Le Premier ministre Boris Johnson annonce en novembre 2020 sa décision d'augmenter de 10 % (soit 16,5 milliards de livres sterling) le budget de l'armée britannique pour les quatre prochaines années. Celui s'élevait alors à environ 41,5 milliards de livres sterling par année (hors salaire). Le Premier ministre précise avoir « décidé que l’ère des coupes budgétaires était terminée. [Ces sommes supplémentaires] vont nous permettre d'afficher des dépenses militaires d'au moins 2,2 % de notre produit intérieur brut [PIB] : c'est davantage que notre engagement dans le cadre de l'OTAN, davantage que tout autre pays européen et que tout autre pays de l'Alliance atlantique, hormis les États-Unis ».

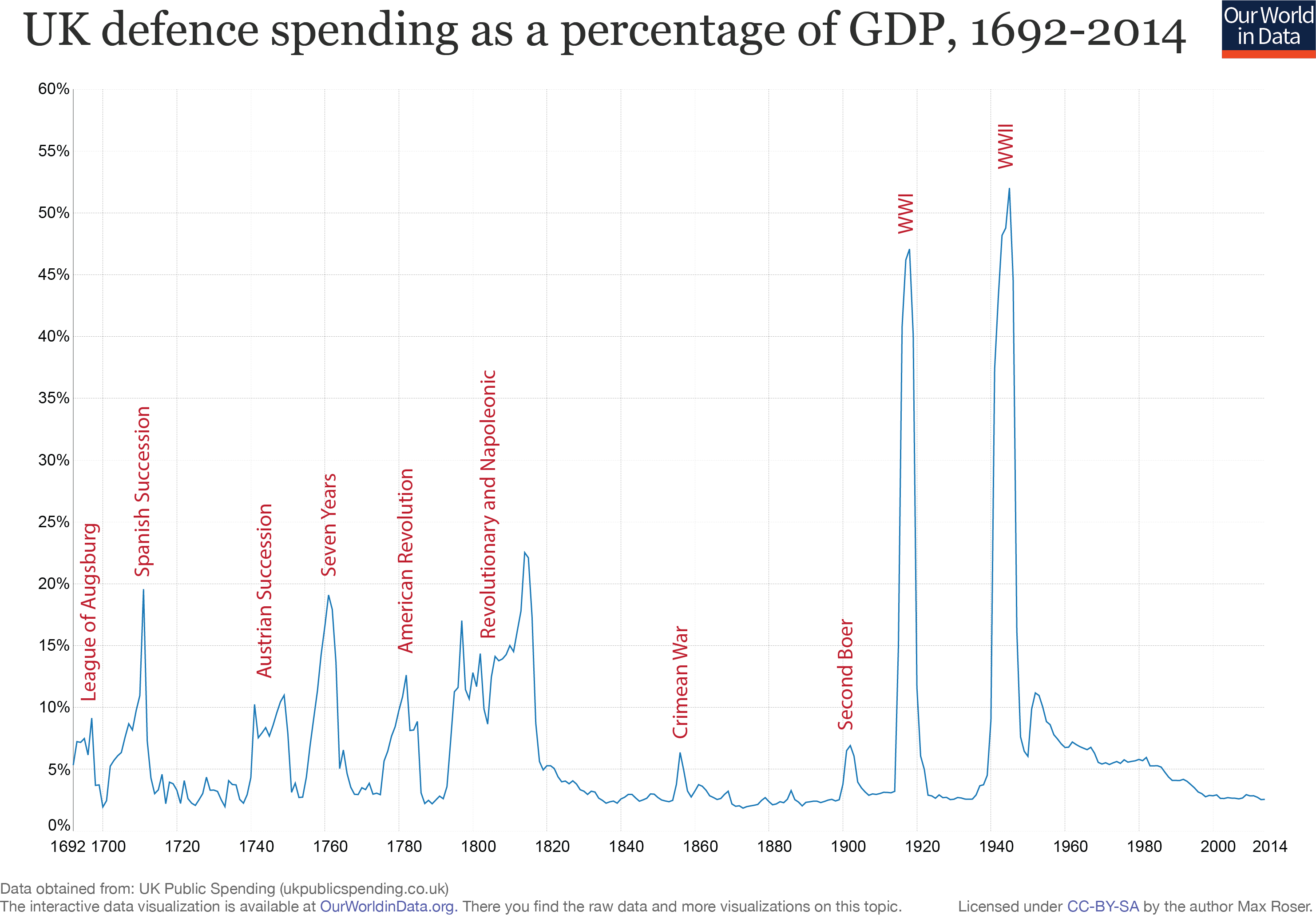
Dépenses de défense au Royaume-Uni

L'évolution du budget de la défense britannique en milliards de dollars selon les données de la Banque mondiale est la suivante,,:
| Année | Budget de la défense | % du PNB | % dépenses publiques |
| ----- | -------------------- | -------- | -------------------- |
| 1990  | $ 43 545 094 840     | 3.98     | 10,47                |
| 1991  | $ 47 045 457 327     | 4.11     | 10,56                |
| 1992  | $ 45 592 591 818     | 3,86     | 9,38                 |
| 1993  | $ 38 113 206 791     | 3,59     | 8,72                 |
| 1994  | $ 38 569 013 505     | 3,38     | 8,28                 |
| 1995  | $ 38 294 283 080     | 2,85     | 7,57                 |
| 1996  | $ 38 566 134 645     | 2,72     | 7,63                 |
| 1997  | $ 39 889 947 449     | 2,56     | 7,35                 |
| 1998  | $ 41 222 125 833     | 2,50     | 7,26                 |
| 1999  | $ 40 760 400 667     | 2,42     | 7,13                 |
| 2000  | $ 39 343 711 273     | 2,37     | 6,96                 |
| 2001  | $ 39 512 579 944     | 2,41     | 6,92                 |
| 2002  | $ 44 245 265 998     | 2,49     | 6,92                 |
| 2003  | $ 52 343 122 277     | 2,55     | 6,86                 |
| 2004  | $ 60 250 782 545     | 2,50     | 6,56                 |
| 2005  | $ 61 653 635 038     | 2,43     | 6,31                 |
| 2006  | $ 64 217 619 528     | 2,36     | 6,18                 |
| 2007  | $ 73 448 032 014     | 2,36     | 6,16                 |
| 2008  | $ 72 915 407 670     | 2,48     | 6,09                 |
| 2009  | $ 64 010 506 670     | 2,64     | 5,95                 |
| 2010  | $ 63 979 111 970     | 2,57     | 5,76                 |
| 2011  | $ 66 569 552 573     | 2,49     | 5,74                 |
| 2012  | $ 65 452 487 554     | 2,41     | 5,54                 |
| 2013  | $ 63 837 724 855     | 2,28     | 5,46                 |
| 2014  | $ 66 995 468 654     | 2,17     | 5,31                 |
| 2015  | $ 59 990 205 719     | 2,03     | 5,08                 |
| 2016  | $ 53 327 327 634     | 1,96     | 5,01                 |
| 2017  | $ 51 633 539 217     | 1,92     | 4,96                 |
| 2018  | $ 55 680 228 215     | 1,92     | 5,00                 |
| 2019  | $ 56 856 133 066     | 1,98     | 5,17                 |
| 2020  | $ 60 675 039 625     | 2,24     | 4,56                 |
| 2021  | $ 68 366 440 552     | 2,22     | 4,66                 |

## Opérations militaires actuelles
L'armée britannique est actuellement (le 28 septembre 2011) déployée dans les pays suivants :
- Guerre d'Afghanistan : 9 500 militaires au sein de la FIAS (auxquels s'ajoutent 15 policiers de l'EUPOL) ;
- Chypre : 271 militaires au sein de l'UNFICYP ;
- Bosnie-Herzégovine : 4 militaires au sein de la mission Althea de l'EUFOR ;
- Somalie : 2 militaires au sein de la mission européenne en Somalie ;
- Géorgie : 20 observateurs militaires au sein de la mission européenne en Géorgie ;
- République démocratique du Congo : 5 observateurs militaires au sein de la MONUSCO ;
- Soudan : 2 observateurs militaires au sein de la FISNUA.

Le réseau de bases militaires britanniques à l'étranger comprend 145 sites dans 42 pays.

## Controverses
D'anciens enquêteurs chargés d'investigations sur des accusations de crimes de guerre contre les troupes britanniques accusent l'armée d'avoir couvert meurtres et tortures sur des civils en Irak et en Afghanistan. L'un d'eux, cité par la presse, affirme qu'il y avait « une pression de plus en plus importante de la part du ministère de la Défense pour clore les dossiers aussi vite que possible ». Pour un autre, enquêteur de l'Iraq Historic Allegations Team (IHAT), « le ministère de la Défense n'avait aucune intention de poursuivre le moindre soldat de quelque grade que ce soit à moins que ce soit absolument nécessaire ».